# Subashi

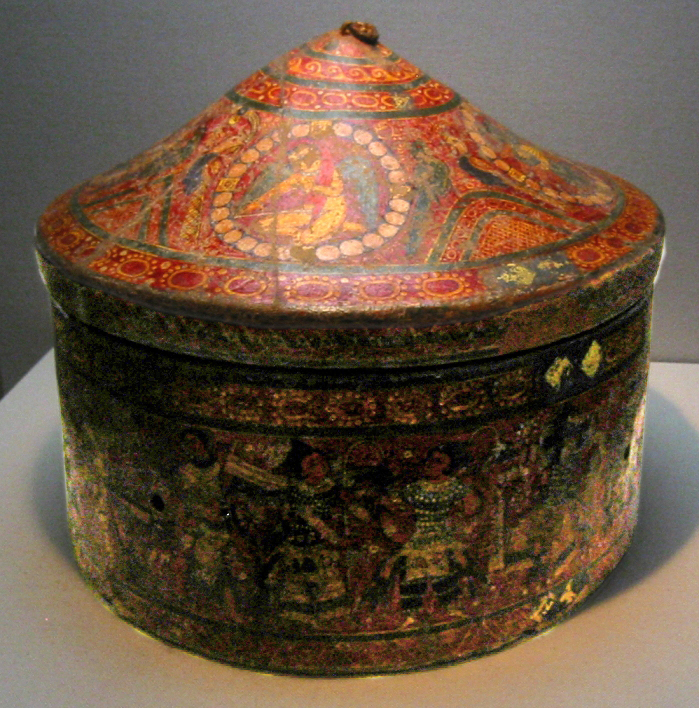
Sarira de Subashi en bois couvert de chanvre et peint. Collection Otani. Musée national de Tokyo.

Subashi est une cité perdue localisée dans le désert du Taklamakan, sur l'ancienne route de la soie, non loin de Kucha, dans le Xinjiang, en Chine. La cité a été partiellement découverte par l'archéologue japonais Ōtani Kōzui.
Un sarira, un reliquaire bouddhiste du VIe au VIIe siècle, a été découvert à Subashi et montre des hommes d'Asie centrale dans de longues tuniques, réminiscence d'une autre frise qui avait été attribuée aux Tokhariens.
La « Sorcière de Subashi » est une autre pièce archéologique connue, la momie d'une femme avec un grand chapeau pointu, qui semble être une bonne représentation des peuples caucasiens qui vivaient dans cette région au début de notre ère.